# Svetovno prvenstvo športnih dirkalnikov sezona 1971
Svetovno prvenstvo športnih dirkalnikov sezona 1971 je bila devetnajsta sezona Svetovnega prvenstva športnih dirkalnikov, ki je potekalo med 10. januarjem in 24. julijem 1971. Naslov konstruktorskega prvaka je osvojil Porsche (S in P, GT).

## Spored dirk
| Št | Ime                       | Dirkališče                     | Datum                 |
| -- | ------------------------- | ------------------------------ | --------------------- |
| 1  | 1000 km Buenos Airesa†    | Autódromo Oscar Alfredo Gálvez | 10. januar            |
| 2  | 24 ur Daytone             | Daytona International Speedway | 30. januar 31. januar |
| 3  | 12 ur Sebringa            | Sebring International Raceway  | 20. marec             |
| 4  | 1000 km BOAC-a†           | Brands Hatch                   | 4. april              |
| 5  | Trofeo Filippo Caracciolo | Autodromo Nazionale Monza      | 25. april             |
| 6  | 1000 km Spaja             | Circuit de Spa-Francorchamps   | 9. maj                |
| 7  | Targa Florio              | Palermo                        | 16. maj               |
| 8  | 1000 km Nürburgringa      | Nürburgring                    | 30. maj               |
| 9  | 24 ur Le Mansa            | Circuit de la Sarthe           | 12. junij 13. junij   |
| 10 | 1000 km Zeltwega          | Österreichring                 | 27. junij             |
| 11 | 6 ur Watkins Glena        | Watkins Glen International     | 24. julij             |

- † - Le za športne dirkalnike.

## Rezultati

### Po dirkah
| Št | Dirkališče        | Zmag. moštvo šp. dir.             | Zmag. moštvo GT                    | Poročilo |
| Št | Dirkališče        | Zmag. dirkača šp. dir.            | Zmag. dirkača GT                   | Poročilo |
| -- | ----------------- | --------------------------------- | ---------------------------------- | -------- |
| 1  | Buenos Aires      | #30 John Wyer Automotive          | -                                  | Poročilo |
| 1  | Buenos Aires      | Jo Siffert Derek Bell             |                                    | Poročilo |
| 2  | Daytona           | #2 John Wyer Automotive           | #11 Owens Corning Fiberglass       | Poročilo |
| 2  | Daytona           | Pedro Rodriguez Jackie Oliver     | Tony DeLorenzo Don Yenko           | Poročilo |
| 3  | Sebring           | #3 Martini Racing                 | #48 John Greenwood Racing          | Poročilo |
| 3  | Sebring           | Vic Elford Gérard Larrousse       | John Greenwood Dick Smothers       | Poročilo |
| 4  | Brands Hatch      | #54 Autodelta SpA                 | -                                  | Poročilo |
| 4  | Brands Hatch      | Andrea de Adamich Henri Pescarolo |                                    | Poročilo |
| 5  | Monza             | #2 John Wyer Automotive           | #50 Kremer Racing                  | Poročilo |
| 5  | Monza             | Pedro Rodriguez Jackie Oliver     | Erwin Kremer Günther Huber         | Poročilo |
| 6  | Spa-Francorchamps | #21 John Wyer Automotive          | #46 Kremer Racing                  | Poročilo |
| 6  | Spa-Francorchamps | Pedro Rodriguez Jackie Oliver     | Erwin Kremer Günther Huber         | Poročilo |
| 7  | Palermo           | #5 Autodelta SpA                  | #42 Porsche Club Romand            | Poročilo |
| 7  | Palermo           | Nino Vaccarella Toine Hezemans    | Bernard Cheneviére Paul Keller     | Poročilo |
| 8  | Nürburgring       | #3 Martini Racing                 | #82 Kremer Racing                  | Poročilo |
| 8  | Nürburgring       | Vic Elford Gérard Larrousse       | Erwin Kremer Jürgen Neuhaus        | Poročilo |
| 9  | La Sarthe         | #22 Martini Racing                | #63 ASA Cachia Bundi               | Poročilo |
| 9  | La Sarthe         | Helmut Marko Gijs van Lennep      | Raymond Touroul André Anselme      | Poročilo |
| 10 | Österreichring    | #16 John Wyer Automotive          | #43 Peter Kersten                  | Poročilo |
| 10 | Österreichring    | Pedro Rodriguez Richard Attwood   | Peter Kersten Clemens Schickentanz | Poročilo |
| 11 | Watkins Glen      | #30 Autodelta SpA                 | #49 John Greenwood Racing          | Poročilo |
| 11 | Watkins Glen      | Andrea de Adamich Ronnie Peterson | John Greenwood Robert R. Johnson   | Poročilo |

### Konstruktorsko prvenstvo
Točkovanje po sistemu 9-6-4-3-2-1, točke dobi le najbolje uvrščeni dirkalnik posameznega konstruktorja. Stelo je osem najboljših rezultatov.

#### Skupno prvenstvo
| Poz | Konstruktor | 1. | 2. | 3. | 4. | 5. | 6. | 7. | 8. | 9. | 10. | 11. | Skupaj |
| --- | ----------- | -- | -- | -- | -- | -- | -- | -- | -- | -- | --- | --- | ------ |
| 1   | Porsche     | 9  | 9  | 9  | 4  | 9  | 9  | 3  | 9  | 9  | 9   | 6   | 72     |
| 2   | Alfa Romeo  | 4  |    | 6  | 9  | 4  | 4  | 9  | 3  |    | 6   | 9   | 51     |
| 3   | Ferrari     | 2  | 6  | 1  | 6  | 1  |    |    |    | 4  | 3   | 3   | 26     |
| 4   | Lola        |    |    |    |    |    | 1  | 4  |    |    |     |     | 5      |
| 5   | Chevrolet   |    | 3  |    |    |    |    |    |    |    |     | 2   | 5      |

#### Prvenstvo GT
| Poz | Konstruktor | 2. | 3. | 5. | 6. | 7. | 8. | 9. | 10. | 11. | Skupaj |
| --- | ----------- | -- | -- | -- | -- | -- | -- | -- | --- | --- | ------ |
| 1   | Porsche     | 4  | 6  | 9  | 9  | 9  | 9  | 9  | 9   | 6   | 60     |
| 2   | Chevrolet   | 9  | 9  |    | 1  |    |    |    |     | 9   | 28     |
| 3   | Opel        |    |    |    |    | 3  |    |    |     |     | 3      |
| 4   | Alfa Romeo  |    |    |    |    | 1  |    |    |     |     | 1      |